# Viscardi-Gymnasium Fürstenfeldbruck
Das Viscardi-Gymnasium (VG) in der Kreisstadt Fürstenfeldbruck ist das jüngere der beiden Gymnasien der Stadt. Es ist ein naturwissenschaftlich-technologisches und sprachliches Gymnasium. Im Schuljahr 2022/23 wurden 1127 Schüler von 85 hauptamtlichen Lehrkräften unterrichtet.

## Der Namenspatron
Das Viscardi-Gymnasium ist nach Giovanni Antonio Viscardi benannt, der als Baumeister des Barock verantwortlich war für die Gestaltung der Klostergebäude der Zisterzienserabtei Fürstenfeld. Auf Vorschlag des Lehrerkollegiums wurde im Jahr 1974 vom Bayerischen Kultusministerium dann dieser Name vergeben.

## Schulprofil
Nach dem Doppelabiturjahr 2011 war das VG ein Achtjähriges Gymnasium (ein sog. „G8“), also konnte das Abitur nach zwölf Jahren erworben werden. Seit dem Schuljahr 2017/18 ist das Viscardi-Gymnasium wieder ein Neunjähriges Gymnasium.
Im Schuljahr 2011/12 umfasste das achtjährige Gymnasium die Jahrgangsstufen 5 bis 12. Der Unterricht unterscheidet sich ab der Jahrgangsstufe 6 lediglich hinsichtlich der zweiten Fremdsprache (Latein oder Französisch). Die Fremdsprachenwahl wird in der zweiten Hälfte des Schuljahrs getroffen, in dem ein Schüler die 5. Jahrgangsstufe besucht. Eine Wahl der Ausbildungsrichtung erfolgt erst ab der 8. Jahrgangsstufe.

### Naturwissenschaftlich-technologisches Gymnasium
Das naturwissenschaftlich-technologische Gymnasium beginnt in der 8. Jahrgangsstufe. Ab dieser Stufe erhalten die Schüler Unterricht in Chemie und Physik, ab der 9. Jahrgangsstufe in Informatik.
(Sprachenfolge Englisch-Latein oder Englisch-Französisch)

### Sprachliches Gymnasium
Das sprachliche Gymnasium beginnt ebenfalls in der 8. Jahrgangsstufe. Mit der 8. Jahrgangsstufe beginnt der Unterricht in Physik und in Französisch als dritter Fremdsprache, wenn zwei Jahre vorher Latein gewählt wurde. Statt Französisch können die Schüler sich auch für Italienisch als dritte Fremdsprache entscheiden. Der Chemieunterricht setzt in der 9. Jahrgangsstufe ein. Informatik ist nicht Teil des Pflichtfächerprogramms.
(Sprachenfolge Englisch-Latein-Französisch oder Englisch-Französisch-Italienisch oder Englisch-Latein-Italienisch)

### Schwerpunkte
Das VG bietet ein zusätzliches Angebot an unterrichtlich integrierten Projekten, Wahlkursen und außerunterrichtlichen Aktivitäten an.
- Aktivitäten zur Leseförderung z. B. mit Ausstellungen und Autorenlesungen zur Kinder- und Jugendliteratur;
- Austauschbeziehungen mit Italien und Frankreich sowie der französischsprachigen Schweiz; darüber hinaus besteht auch ein Austausch mit Polen;
- Integrierte Wettbewerbsbeiträge in den Naturwissenschaften (u. a. „Känguru der Mathematik-Wettbewerb“ und Jugend forscht);
- Teilnahme am Wettbewerb Jugend debattiert;
- Veranstaltungen mit Zeitzeugen, Politikern und Experten zur politischen Bildung;
- Mitglied im Schulnetzwerk Schule ohne Rassismus – Schule mit Courage seit 2017;
- Theater- und Improvisationstheatergruppen, die in vergangenen Jahren mit mehreren Auszeichnungen bedacht wurden;
- Ein vielfältiges soziales Engagement der gesamten Schule in den Bereichen Umwelt- und Klimaschutz, Unterstützung der Partnerschule in Oaxaca (Mexiko) sowie beim fairen Handel.

Daneben verfügt das VG über eine Mittagsbetreuung für Unterstufen-Schüler. Zusätzlich bietet es eine nachmittägliche Hausaufgabenbetreuung durch Oberstufen-Schüler an (die so genannten VÜS: Viscardi-Übungs-Stunden).
Der Förderverein unterstützt in Kooperation mit dem Elternbeirat die Arbeit an der Schule.

## Liste der Schulleiter
- Aurelius Patscheider
- Dr. Bernhard Heinloth
- Erich Hage (1994–2008)
- Walter Zellmeier (2008–2024)
- Sylvia Vitz (seit 2024)

## Ehemalige Schüler
- Christoph Well (* 1959), Musiker und Multiinstrumentalist
- Berthold Seliger (* 1960), Konzertveranstalter und Publizist